# Oospila albicoma
Oospila albicoma är en fjärilsart som beskrevs av Felder 1875. Oospila albicoma ingår i släktet Oospila och familjen mätare. Inga underarter finns listade i Catalogue of Life.